# Jezioro Czarne (rejon bereski)
Jezioro Czarne (biał. возера Чорнае) – jezioro na Białorusi w rejonie bereskim w obwodzie brzeskim, leżące 17 km na południowy wschód od Berezy.
Jezioro ma owalny kształt, wydłużony z północy na południe. Położone jest na wysokości 143,1 m n.p.m. Jezioro ma powierzchnię 17,3 km², a jego wymiary to 6,4 × 3,4 km. Jezioro Czarne jest płytkie. Średnia głębokość wynosi 1,3 m, zaś maksymalna 2,5 m. Długość linii brzegowej to 31,2 km. Objętość misy jeziornej wynosi 25 mln m³. Zlewnia jeziora zajmuje obszar 539 km² i znajduje się w dorzeczu Prypeci.
Brzegi jeziora są niskie (do 4 m) i podmokłe, porośnięte łąkami i mokradłami, częściowo zalesione. Płaskie dno pokryte jest sapropelem. Cała powierzchnia jeziora ulega zarastaniu. Przez jezioro przepływa rzeka Żygulanka, wpadają do niego mniejsze kanały i strugi. W jeziorze występują ryby: szczupak, okoń, leszcz, płoć.